# 傅之铨
傅之铨（？—？），陕西泾阳人，清朝政治人物。

## 生平
康熙四十八年（1709年）己丑科进士。傅之铨曾于1722年接替何自懋任上海县知县一职，1724年由周中鋐接任。